# 8 Pułk Ułanów (austro-węgierski)
Galicyjski Pułk Ułanów Nr 8 (niem. Galizisches Ulanenregiment Nr 8) – oddział kawalerii cesarskiej i królewskiej Armii.
Pułk został sformowany w 1718 roku.
Od 1906 roku szefem pułku (niem. Regimentsinhaber) był marszałek polny porucznik Karl Graf von Auersperg.
W latach 1904–1907 II dywizjon stacjonował w Zborowie.
Od 1914 roku komenda pułku i I dywizjon stacjonował w Czerniowcach, a II dywizjon w Neu-Zuczka koło Sadagora (Nowa Żuczka, obecnie w granicach Czerniowiec).
W 1914 roku pułk wchodził w skład 13 Brygady Kawalerii.
Żołnierze nosili czapki czerwone, guziki srebrne.

## Organizacja pułku w 1914 roku
- Komenda
- 2 dywizjony a. 3 szwadrony a. 117 ułanów
- pluton pionierów
- patrol telegraficzny
- służba zapasowa

Pełny etat: 37 oficerów oraz 874 podoficerów i ułanów.

## Żołnierze pułku
Komendanci pułku
- ppłk / płk Josef Schlögel (1906–1909)
- płk Heinrich Freiherr von Gablenz-Eskeles (1910–1912)
- płk Rudolf Edler von Dokonal (1913–1914)

Oficerowie
- ppłk Aleksander Dzieduszycki
- ppłk Józef Zaleski
- mjr Julian Jan Fischer-Drauenegg – komendant 2. dywizjonu (1901–1904)
- rtm. Roman Pasławski
- lekarz pułkowy 1. klasy Kazimierz Steier
- lekarz pułkowy 2. klasy Ignacy Zieliński (1897–1899)